# Hiệp hội Kolping quốc tế

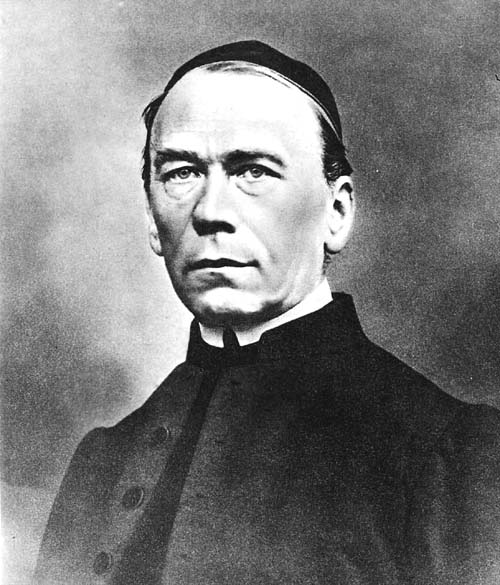
Adolph Kolping, người sáng lập ra Hiệp hội Kolping quốc tế

Hiệp hội Kolping quốc tế (tiếng Đức: Kolpingwerk) là một hiệp hội xã hội công giáo Rôma có trụ sở chính ở Köln. Tổ chức này được đặt tên theo tu sĩ Adolph Kolping (1813–1865), người lãnh đạo thứ hai của hội những mới học nghề ra đi học hỏi, được Johann Gregor Breuer thành lập năm 1846 ở Elberfeld, sau đó cũng có ở Köln và nhiều nơi khác. 1850 những hội này nhập lại thành một hiệp hội, đến năm 1935 thì được đổi tên là „Kolpingwerk".
Kolpingwerk hiện nay có chi nhánh trên 60 nước. Với khoảng 450.000 hội viên, thuộc khoảng 5.800 gia đình Kolping (tiếng Việt: còn gọi là gia đình Khôi Bình) trên khắp thế giới, Kolpingwerk là một trong những hiệp hội xã hội lớn của giáo hội Công giáo.
Nghĩa vụ chính của Kolpingwerk là hỗ trợ cho các gia đình.